# Архитектонски факултет Универзитета Црне Горе
Архитектонски факултет Универзитета Црне Горе је високообразовна установа смјештена у Подгорици.

## Историјат
Архитектонски факултет у Подгорици је почео са радом 2002. године конституисавши се из Студијског програма архитектура на Универзитету Црне Горе 2002. године. 

## Факултет данас
На Архитектонском факултету се организују основне, постдипломске специјалистичке и магистарске академске студије у трајању од 3+1+1 година, према европском болоњском систему високог образовања.
Основне студије су у трајању од три године, односно шест семестара, након тога у четвртој години су постдипломске специјалистичке студије у трајању од два семестра са двије специјалистичке области:
- пројектантска и
- урбанистичка.

У петој години су постдипломске магистарске студије у трајању од два семестра са могућношћу одабира седам области: 
- архитектонска организација простора,
- урбанистичка организација простора,
- архит. унутрашњих простора,
- заштита и ревитализ. градит. насљеђа,
- биоклиматска архитектура,
- конструктивни системи и
- управљање пројектима у грађевинарству.

За студијама студенти стичу знања из инжењерских области, умјетничких области, области историје архитектуре и области фундаменталних наука. 
За упис на Ахитектонски факултет организује се пријемни испит, који се реализује у два дана са три провјере знања: слободоручно цртање – први дан и тест из познавања општих претходних знања из историје архитектуре и математичко логички тест – други дан.